# راما الثالث
فرا بات (بالتايلندية: พระบาทสมเด็จพระนั่งเกล้าเจ้าอยู่หัว) الملقب راما الثالث (بالتايلندية:พระบาทสมเด็จพระปรมินทรมหาเจษฏาบดินทร์ฯ พระนั่งเกล้าเจ้าอยู่หัว) حكم من 21 يوليو 1824م إلى 2 أبريل 1851م، يعتبر فرا بات الحاكم الثالث لمملكة سيام وقد عرف عهده سلسلة من الحروب الضخمة ضد لاوس وكمبوديا وفيتنام. كان الملك معروفًا بحبه للثقافة الصينية واشتهر أيضًا بأنه رجل أعمال كبير بسبب تجارته مع الصين والذي بسبب ذلك أثرى الخزانة الملكية. خاض الملك حرب سيامية طاحنة ضد فيتنام خلال الفترات الممتدة من 1831 إلى 1834 و1841 إلى 1845. خلال فترة حكمه تم اصطلاح الطباعة في سيام واستيراد التطعيم لمملكته، توفي الملك في 2 نيسان 1851 دون أن يُسمِيَ خليفةً له من بعده لذا انتقل العرش بعدها إلى أخيه الأمير الغير شقيق مونكوت الملقب براما الرابع.

## روابط خارجية
- راما الثالث على موقع الموسوعة البريطانية (الإنجليزية)